# Lucille Goyette-Lemay
Pour les articles homonymes, voir Goyette et Lemay.
Lucille Goyette Lemay (né le 13 juillet 1950 à Montréal au Québec) est une archère québécoise. Elle est membre du Panthéon des sports du Québec.

## Palmarès
- Jeux olympiques
  - 5e à l'individuel femme aux Jeux olympiques d'été de 1976 à Montréal.
  - 33e à l'individuel femme aux Jeux olympiques d'été de 1984 à Los Angeles[2].